# Jānis Lepse
Jānis Lepse (ur. 14 lipca 1889 w Rydze, zm. 6 października 1929 w Moskwie) – łotewski komunista, radziecki wojskowy i działacz partyjny i związkowy.

## Życiorys
Pracował w fabryce jako formierz-odlewnik, 1904 wstąpił do SDPRR, bolszewik, 1905-1907 kierował organizacją partyjną w fabryce w Rydze, był jednym z organizatorów związku metalowców. Po wybuchu I wojny światowej wcielony do armii, skierowany na front, 1915 został ranny i zdemobilizowany, pracował w fabrykach w Piotrogrodzie, od kwietnia 1917 członek Centralnego Zarządu Związku Metalowców, od października 1917 kierownik Giełdy Pracy. W 1918 formował złożone z robotników oddziały do obrony Piotrogrodu, sekretarz Piotrogrodzkiego Komitetu Związku Metalowców, 1919 członek Komitetu Obrony Piotrogrodu i Rady Wojskowo-Rewolucyjnej 7 Armii, 1920 wojenkom (komisarz wojskowy) 10 Dywizji Piechoty i potem 11 Dywizji Piechoty. Od 1920 sekretarz i przewodniczący Piotrogrodzkiej Rady Związków Zawodowych, w marcu 1921 był komisarzem Południowej Grupy Wojsk przy likwidacji powstania w Kronsztadzie, od 1921 do końca życia był przewodniczącym KC Związku Metalowców. Od 2 kwietnia 1922 do 24 maja 1924 zastępca członka KC RKP(b), od 31 maja 1924 do śmierci członek KC RKP(b)/WKP(b), od 1924 do 6 października 1929 członek Prezydium Wszechzwiązkowej Centralnej Rady Związków Zawodowych i Biura Wykonawczego Profinternu, od 2 czerwca 1924 do końca życia zastępca członka Biura Organizacyjnego KC RKP(b)/WKP(b), 1926-1929 członek Prezydium Najwyższej Rady Gospodarki Narodowej ZSRR. Odznaczony Orderem Czerwonego Sztandaru. Pochowany na Cmentarzu przy Murze Kremlowskim.